# 范家谦
范家谦（1944年8月6日—），1997年至2011年任越南政府副总理，2006年至2011年兼任外交部长，越南共产党第十届中央政治局委员。

## 荣誉

### 外国勋章奖章
- 旭日大绶章（日本，2012年4月29日公布[1]，2012年6月11日于河内日本驻越南大使馆颁发[2]）